# Asaf, Giosafat e Ioram

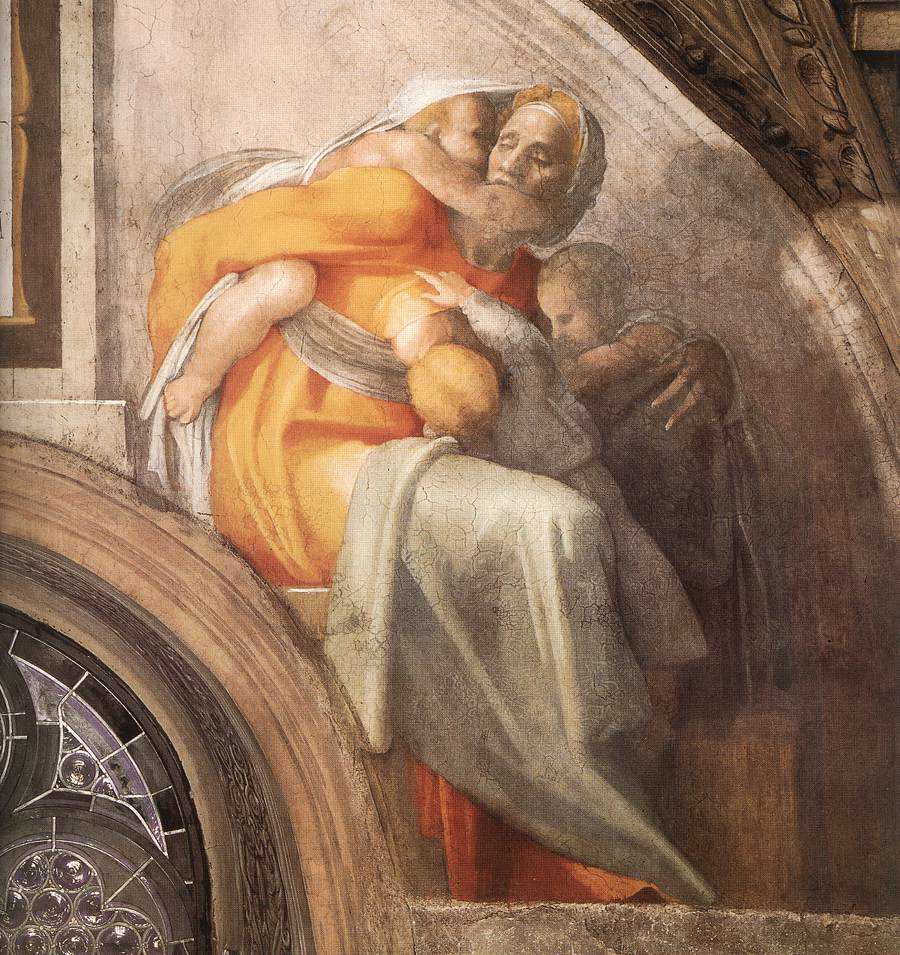
Dettaglio

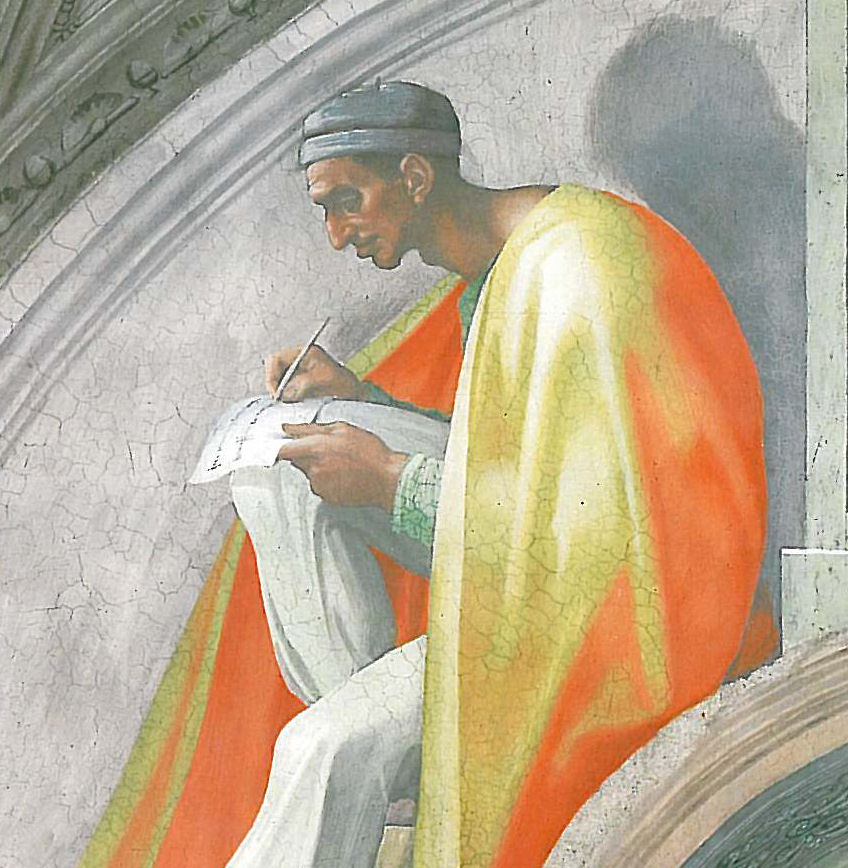
Dettaglio

La lunetta di Asaf, Giosafat e Ioram venne affrescata da Michelangelo Buonarroti nel 1511-1512 circa e fa parte della decorazione delle pareti della Cappella Sistina nei Musei Vaticani a Roma. Venne realizzata nell'ambito dei lavori alla decorazione della volta, commissionata da Giulio II.

## Storia
Le lunette, che contengono la serie degli Antenati di Cristo, furono realizzate, come il resto degli affreschi della volta, in due fasi, a partire dalla parete di fondo, opposta all'altare. Gli ultimi episodi da un punto di vista cronologico delle storie narrate furono quindi le prime a venire dipinte. Nell'estate del 1511 doveva essere terminata la prima metà della Cappella, richiedendo lo smontaggio del ponteggio e la sua ricostruzione nell'altra metà. La seconda fase, avviata nell'ottobre 1511, terminò un anno dopo, appena in tempo per la scopertura del lavoro la vigilia di Ognissanti del 1512.
Tra le parti più annerite della decorazione della cappella, le lunette furono restaurate con risultati stupefacenti entro il 1986.
La lunetta di Asaf, Giosafat e Ioram fu probabilmente la nona a essere dipinta, la prima dopo il rimontaggio dell'impalcatura lignea.

## Descrizione e stile
Le lunette seguono la genealogia di Cristo del Vangelo di Matteo. Asaf, Giosafat e Joram sono nella terza lunetta della parete sinistra a partire dall'altare; uno dei tre personaggi, ma non si sa quale, è raffigurato nel gruppo familiare della vela soprastante. 
Essa è organizzata con un gruppo di figure su ciascuna metà, intervallato dal tabellone con i nomi dei protagonisti scritto in capitali romane: "ASA / IOSAPHAT / IORAM". Nelle lunette della seconda parte la targa ha una forma semplificata, per l'incalzare del papa che voleva una rapida conclusione dei lavori.
Anche il colore di fondo di queste scene è diverso, più chiaro, con figure più grandi e un'esecuzione più rapida e sciolta. L'ingrandirsi delle proporzioni è un accorgimento ottico, studiato per chi procedeva nella cappella dalla porta verso l'altare (come nelle solenni processioni), che amplifica illusionisticamente la grandezza dello spazio. 
A sinistra si vede un vecchio emaciato, tradizionalmente indicato con Giosafat, visto di profilo e seduto con un'inconsueta ma molto naturale posizione delle gambe, una distesa e una piegata con il piede che poggia sul sedile, sollevando un ginocchio su cui tiene un foglio o una pergamena dove sta annotando qualcosa con una cannuccia. Indossa un ampio mantello giallo con ombreggiature rosse e verdastre, e calzoni bianchi stretti alle caviglie. I calzari sono rosati, mentre la berretta grigia copre il capo ossuto. Il volto è reso espressivamente, mentre fissa con attenzione il foglio allungando il collo, che mostra così il pomo di Adamo, e con un naso adunco e orecchie grandi. 
Sul lato opposto una madre è circondata da tre fanciulli: una che la abbraccia da dietro, spuntandole da sotto il velo, e la bacia su una guancia, uno che cerca il latte al suo seno, e un altro tenuto sottobraccio con un gesto protettivo. Si tratta di una rappresentazione molto simile alle allegorie della Carità. La sua veste gialla, con cangianti ombreggiature arancioni, riprende quella dell'altra figura, sebbene variata con tonalità più ricche e calde.